# یواس‌سی‌جی‌سی فوروارد (دبلیوام‌ئی‌سی-۹۱۱)
یواس‌سی‌جی‌سی فوروارد (دبلیوام‌ئی‌سی-۹۱۱) (به انگلیسی: USCGC Forward (WMEC-911)) یک کشتی بود که طول آن ۲۷۰ فوت (۸۲ متر) بود. این کشتی در سال ۱۹۹۰ ساخته شد.